# Liste japanischer Massaker in China
Dies ist eine Liste japanischer Massaker in China, die während des Ersten und Zweiten Chinesisch-Japanischen Krieges von der Kaiserlich Japanischen Armee verübt wurden. Viele davon stehen in Zusammenhang mit der jinmetsu (sōtō) sakusen (japanisch 燼滅(掃討)作戦, wörtlich: „(Säuberungs-)Operation Einäschern und Vernichten“) – in China Politik der dreifachen Auslöschung (chinesisch 三光政策, Pinyin sānguāng zhèngcè, englisch Three Alls Policy – „alles niederbrennen, niedermetzeln und ausplündern“, japanisch sankō sakusen) genannt – der japanischen Streitkräfte im Zweiten Chinesisch-Japanischen Krieg.

## Tabellarische Übersicht
| dt. Name                                  | chin. Name                            | Ort                                 | Zeit                                   |
| ----------------------------------------- | ------------------------------------- | ----------------------------------- | -------------------------------------- |
| Port-Arthur-Massaker (China)              | Lüshunkou can’an 旅顺口惨案           | Port Arthur heute Lüshunkou         | ab 21. Nov. 1894                       |
| Massaker von Pingdingshan                 | Pingdingshan can’an 平顶山惨案        | Dorf Pingdingshan, Fushun, Liaoning | 16. Sep. 1932                          |
| Massaker von Zhenjiang                    | Zhenjiang tucheng can’an 镇江屠城惨案 | Zhenjiang,                          | Ende November bis Anfang Dezember 1937 |
| Massaker von Nanking                      | Nanjing datusha 南京大屠杀            | Nanjing                             | 13. Dez. 1937 bis Ende Februar 1938    |
| Massaker von Panjiayu                     | Panjiayu can’an 潘家峪惨案            | Panjiayu, Fengrun, Hebei            | 25. Jan. 1941                          |
| Massaker von Panjiadaizhuang              | Panjiadaizhuang can’an 潘家戴庄惨案   | Panjiadaizhuang, Beiluan, Hebei     | 12. Mai 1942                           |
| Säuberungsaktion von Zhejiang und Jiangxi | Zhejiang dasaodang 浙江大扫荡         | Zhejiang, Jiangxi                   | Mai bis September 1942                 |
| Massaker von Changjiao                    | Changjiao can’an 厂窖惨案             | Changjiao, Hunan                    | 9. bis 12. Mai 1943                    |
| Massaker von Pingyang                     | Pingyang can’an 平阳惨案              | Pingyang, Huping, Hebei             | 22. Sep. 1943                          |